# Марлборо (рудний район)
Марлборо — рудний район, розташований в центральній частині австралійського штату Квінсленд, за 60 км до північного заходу від м. Рокгемптон.

## Характеристика
Сумарні виявлені ресурси оцінюються в 210 млн т руди, що містить в середньому 1.02% нікелю і 0.06% кобальту. Це обумовлює перспективу району як одного з найбільших світових постачальників Ni i Co. 
У межах його території нараховується десять окремих латеритних кобальт-нікелевих родовищ, приурочених до переривистого ланцюжка виходів серпентинізованих ультрамафітів, що протягається в північно-західному напрямі приблизно на 65 км. 
Станом на 2002 рік усі родовища району належать австралійській компанії Preston Resources NL.